# Раян Мітчелл (плавець)
Раян Мітчелл (англ. Ryan Mitchell, 24 квітня 1977) — австралійський плавець.
Призер Олімпійських Ігор 2000 року, учасник 1996 року.
Призер Чемпіонату світу з плавання на короткій воді 1995, 1999 років.
Призер Ігор Співдружності 1998 року.